# Marianus Scotus
Marianus Scotus (1028-1082 ou 1083) est un chroniqueur irlandais (qui doit être distingué de son homonyme, abbé de St. Pierre de Ratisbonne mort en 1088), aussi appelé Máel Brigte, ou « Adepte de St. Brigid » (Devotee of St. Brigid en anglais).

## Biographie
Il fut instruit par un certain Tigernach, et devenu moine, il traversa l'Europe en 1056, et passa le reste de sa vie dans des abbayes Saint-Martin à Cologne, Fulda, et Mayence (Abbaye Saint-Alban devant Mayence). Il mourut dans cette dernière le 22 décembre 1082 ou 1083. La cathédrale Saint-Martin de Mayence fut le lieu de sa sépulture.
Marianus a écrit un Chronicon, qui se veut être une histoire universelle de monde depuis sa création à l'an 1082. Ce Chronicon était très populaire au Moyen Âge, et fut beaucoup utilisé par Florence de Worcester et d'autres auteurs. Il fut imprimé pour la première fois à Bâle en 1559, et il a reçu une introduction de Georg Waitz pour les Monumenta Germaniae Historica.

## Œuvre
- Chronica: ad Euangelij ueritatem… Basileæ Per Iacobum Parcum, Expensis Ioannis Oporini, Anno M.D.LIX, Jacobus Parcus, Bâle, 1559 aujourd'hui Bibliothèque municipale de Mayence [Sign. IV e:2°/93].